# Персональный компьютер
- Xerox Alto (1973) — один из первых персональных компьютеров, на котором были реализованы многие общепринятые технологии: управление мышью, графический оконный интерфейс с метафорой рабочего стола и Ethernet;
- Commodore 64 (1982)— один из самых распространённых домашних компьютеров 80-х;
- IBM 5150 (1981) — первый компьютер в серии IBM PC, давший начало PC-совместимой архитектуре, доминирующей на рынке несколько десятилетий;
- Apple iMac (2021) на процессоре Apple silicon.

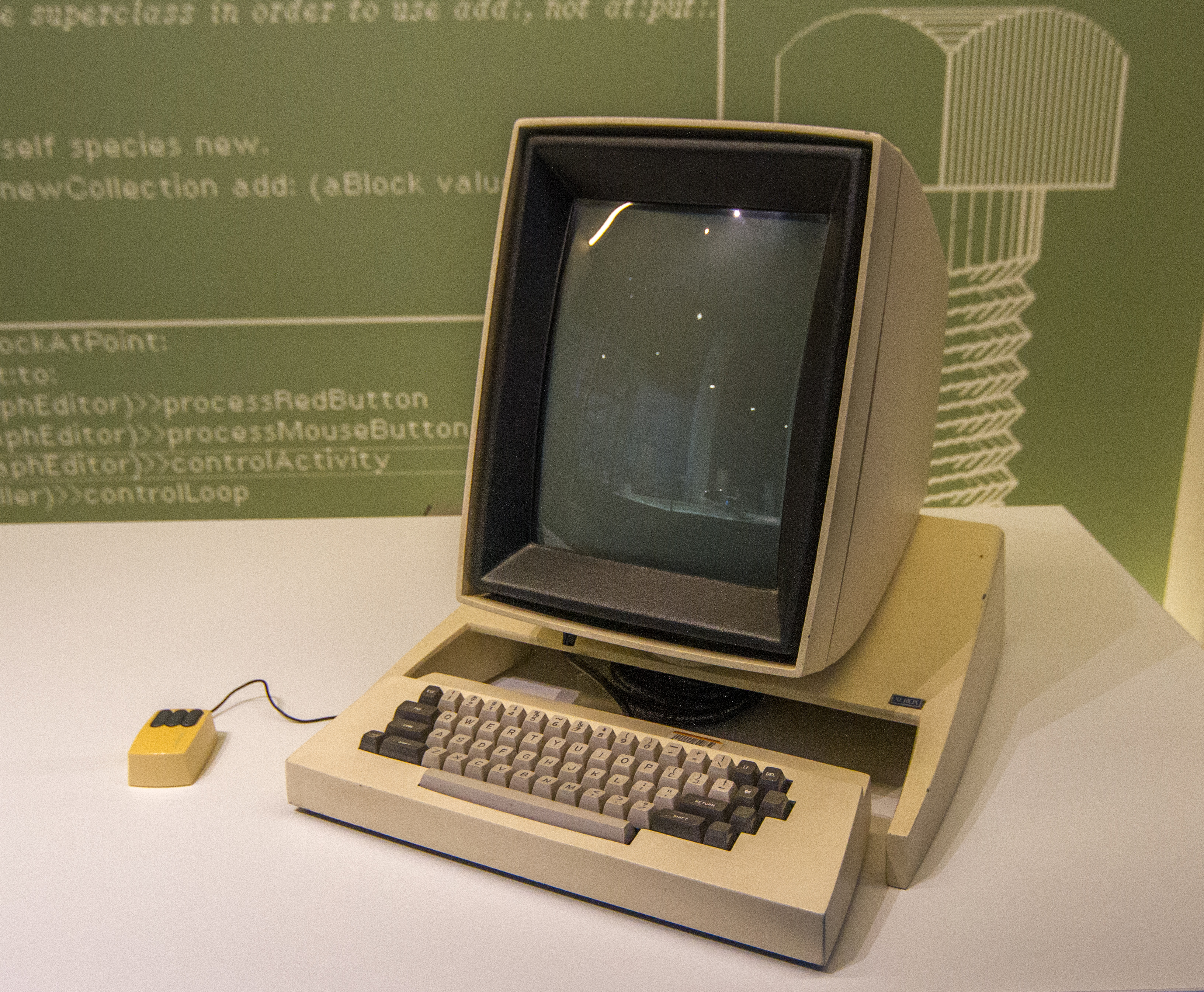
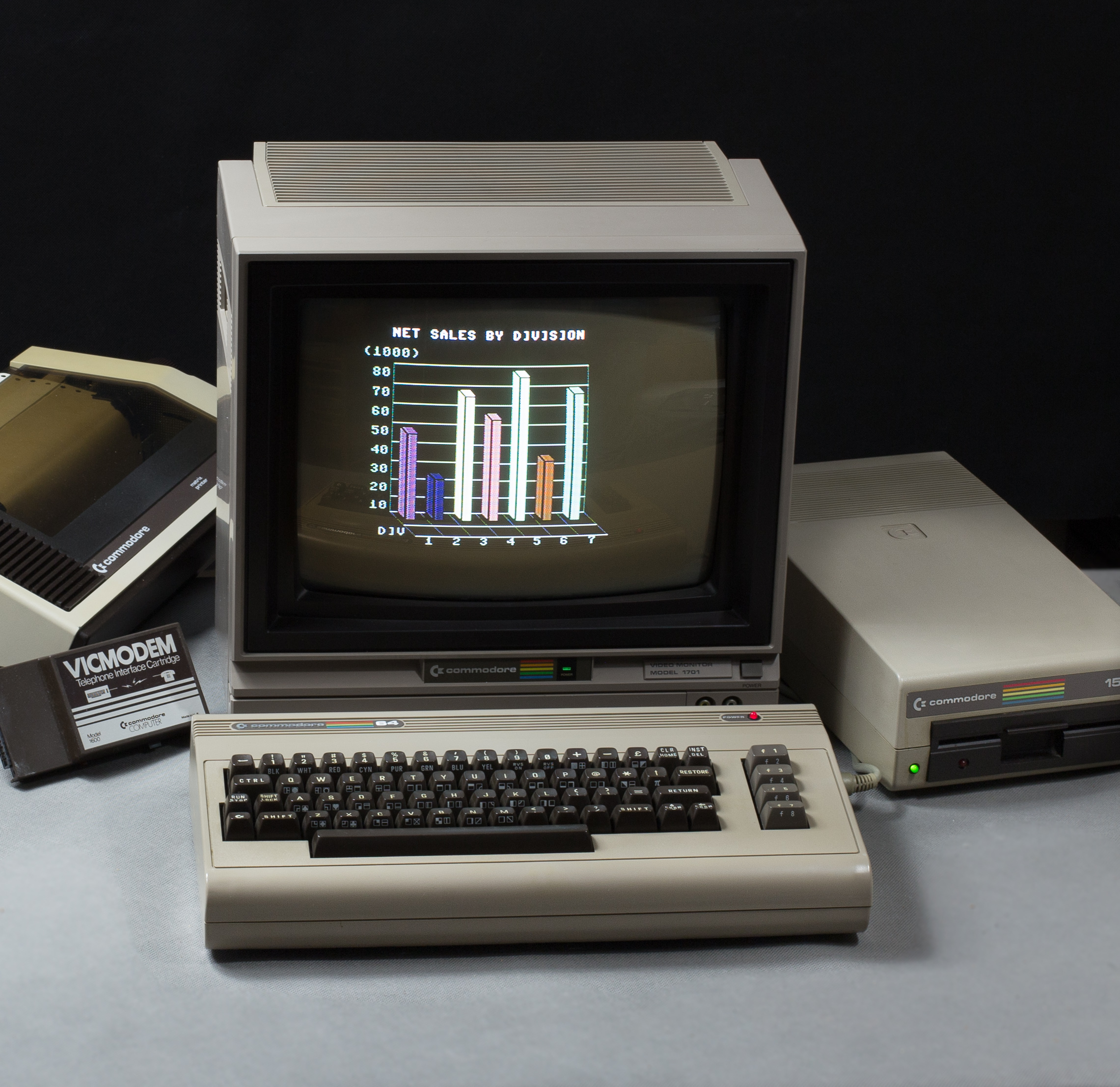
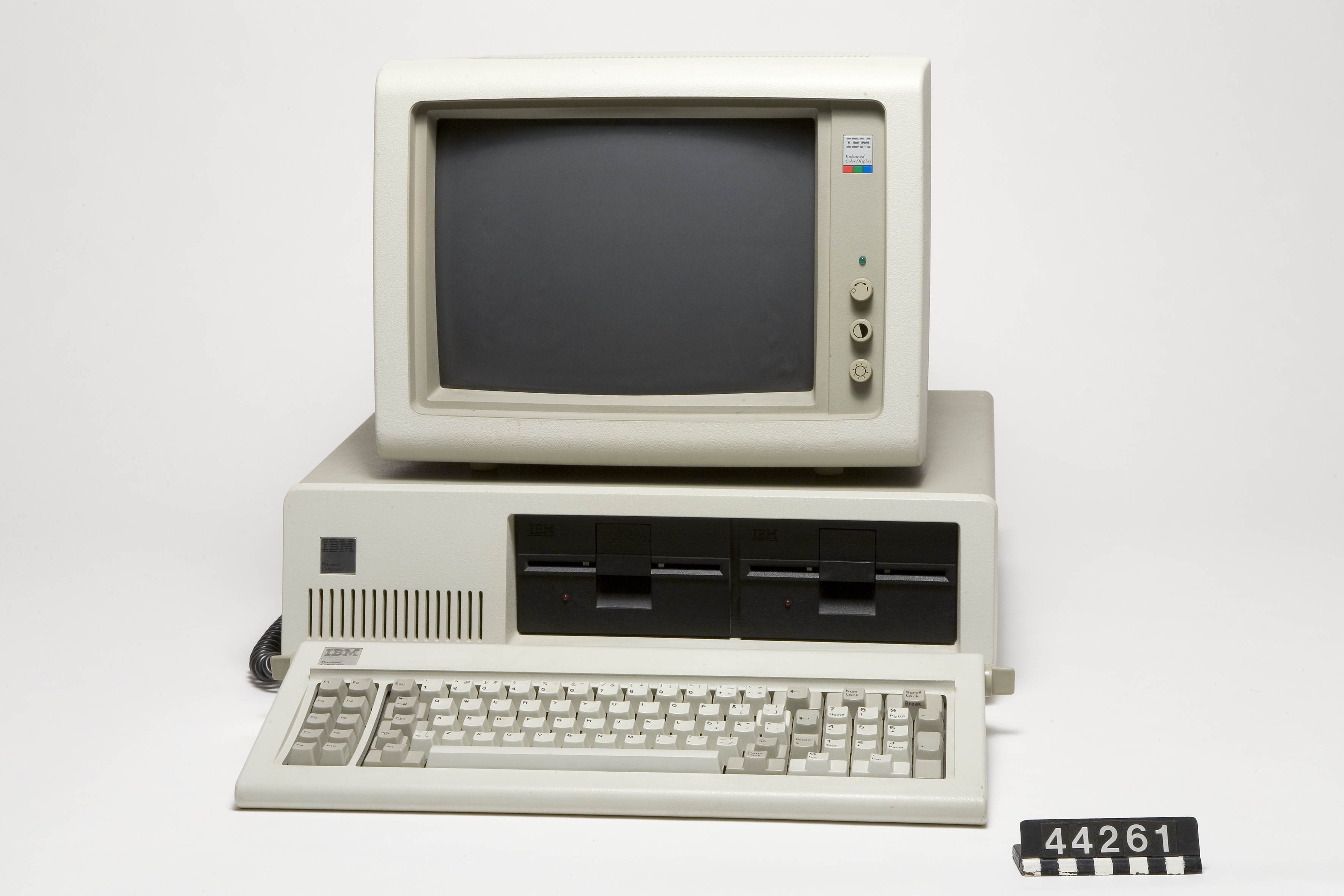
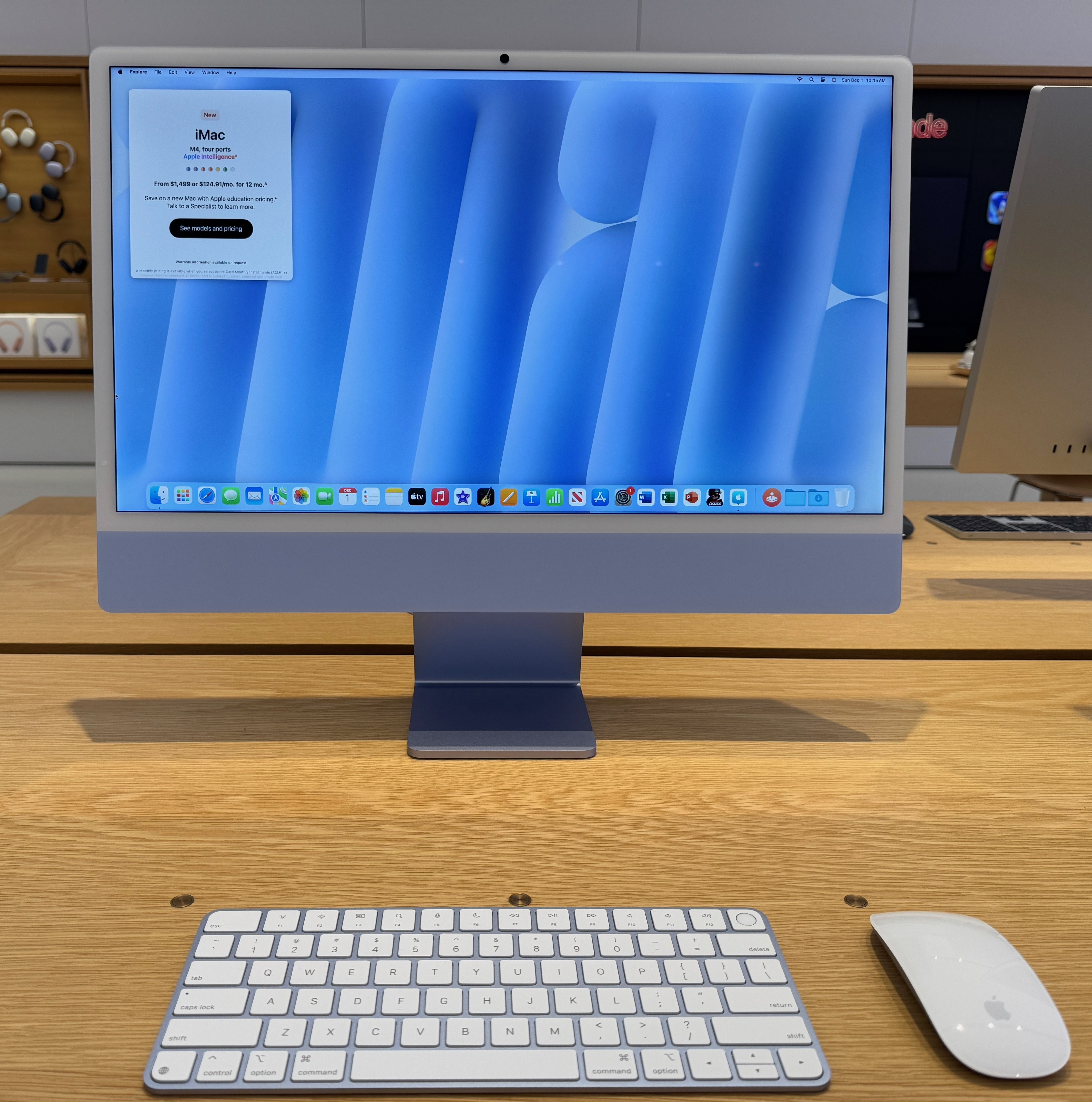

Персональный компьютер, ПК (англ. personal computer, PC), ПЭВМ (персональная электронно-вычислительная машина) — микро- или мини-компьютер индивидуального пользования, ориентированный на использование как специалистами, так и неспециалистами в области вычислительной техники. Различают профессиональные и бытовые персональные компьютеры. Словосочетания персональный компьютер, персональная ЭВМ вошли в русский язык в 80-е годы для обозначения массовых компьютеров индивидуального пользования. Тогда же термин компьютер стал обычным наименованием персональных ЭВМ. Появление персональных ЭВМ связано со стремлением разорвать связь между экономической эффективностью использования ЭВМ и непрерывностью их работы. Появление персональных ЭВМ создало альтернативу компьютерным терминалам.
ПК может быть как стационарным (чаще всего настольным), так и переносным (ноутбук, планшет). Сравнительно редко встречаются разнообразные «ПК-чемоданы» или «ПК-рюкзаки», сочетающие в себе некоторые качества стационарного и переносного персонального компьютера.

## Стандартизация (в России)
Персональная ЭВМ; ПЭВМ; персональный компьютер; ПК — ЭВМ, предоставляющая возможность персонального использования пользователем в течение рабочей сессии, имеющая эксплуатационные характеристики бытового прибора и универсальные функциональные возможности. Харкактеристика персональный классифицирует компьютеры по назначению режимов пользования. Все компьютеры можно разделить на персональные и многопользовательские.
Типы персональных компьютеров:
- стационарный;
  - настольный;
  - моноблок;
- портативный;
- одноплатный;
- тонкий клиент.[8]

## Терминология
В исследовательской среде долгое время шли споры о том, где именно впервые было использовано словосочетание «персональный компьютер». В итоге, в начале 2000-х, благодаря возникшей возможности автоматического поиска по оцифрованным газетам и журналам, ответ был найден. Термин «персональный компьютер» (ориг. англ «personal computer») впервые был использован в рекламе настольного калькулятора HP9100A, которая была опубликована в октябре 1964 года в различных профильных американских изданиях.

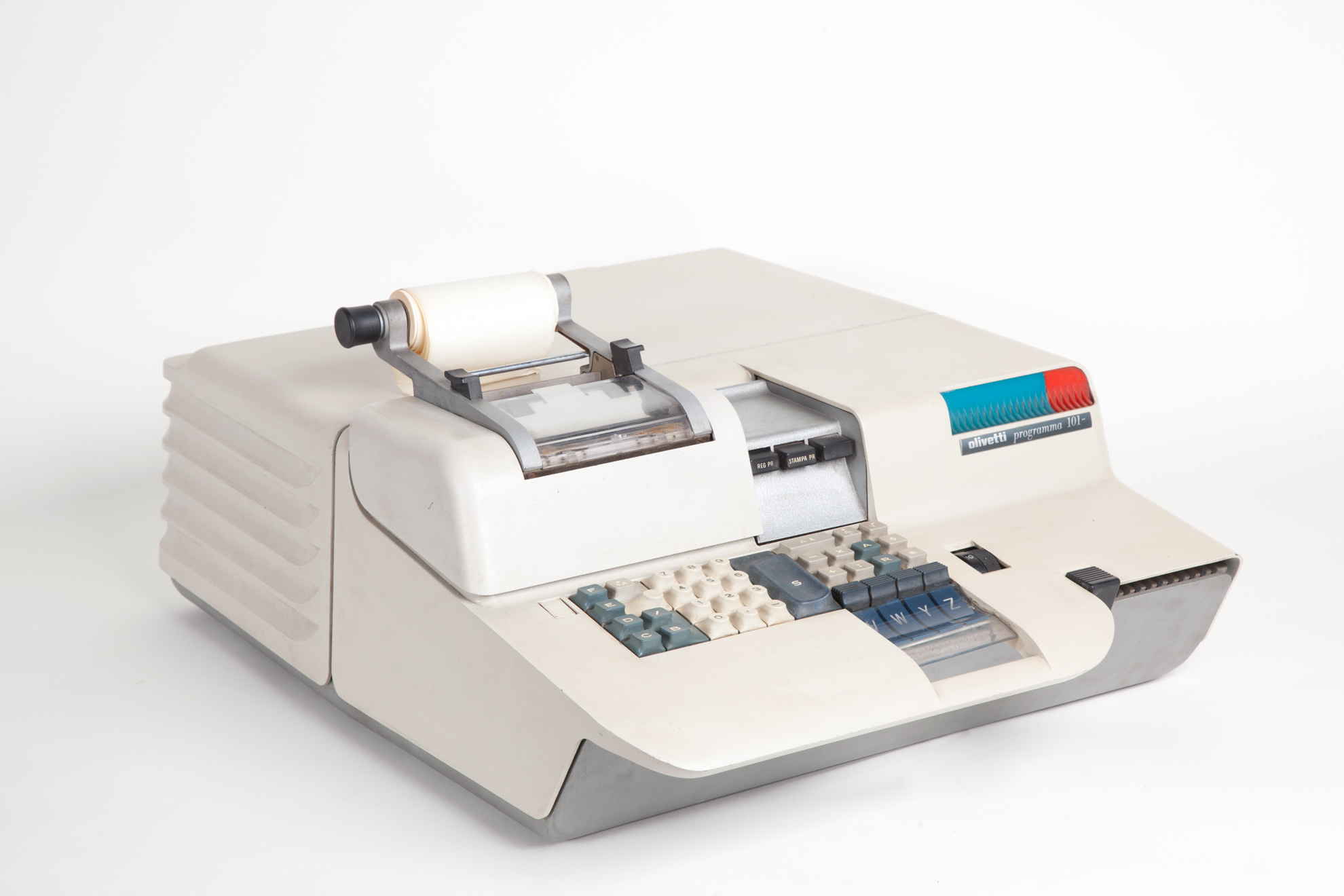
Olivetti Programma 101

В следующем, 1965, году термин «персональный компьютер» относили к компьютеру Programma 101 (1964) итальянской фирмы Olivetti.
Впоследствии этот термин был перенесён на другие компьютеры. Фирма IBM включила аббревиатуру англ. PC (сокращение «personal computer») в официальное наименование своего изделия — ПК IBM PC, — в качестве центральных процессоров, в которых использовались микропроцессоры от Intel. (Впоследствии это семейство микропроцессоров и ПК и не только ПК на их базе стали известны как x86.) С распространением ЭВМ, имеющих архитектуру IBM PC, то есть ПК на архитектуре x86, в начале 1980-х годов, персональным компьютером стали называть любую ЭВМ, имеющую архитектуру IBM PC. С появлением x86-процессоров новых поколений, которые помимо Intel стали производить AMD, Cyrix (ныне VIA), а также микропроцессоров для персональных компьютеров иных архитектур (в частности PowerPC), название приобрело более широкую трактовку. При монополии Microsoft Windows англоязычная аббревиатура «PC» стала использоваться в описании драйверов и рекламе видеоигр и ОС в значении «Microsoft Windows на IBM PC-совместимом компьютере» (ср. Wintel). В то же время, например, русскоязычные термины «персональный компьютер» (ПК), «персональная ЭВМ» (ПЭВМ) обозначают любой персональный компьютер — не только персональный компьютер на x86-процессоре.

## История

### Централизованные вычисления
До появления первых персональных компьютеров приобретение и эксплуатация компьютеров были очень дорогостоящими, что исключало владение ими большинством частных лиц. Компьютеры можно было найти в больших корпорациях, университетах, исследовательских центрах, государственных (в том числе военных) учреждениях.

### Появление микропроцессоров
Решающую роль в появлении персональных компьютеров сыграло изобретение в 1971 году микропроцессора, в которым в одной микросхеме реализовались все функции центрального процессора большой ЭВМ того времени. Первый микропроцессор i4004 был создан сотрудниками компании Intel. В 1974 году фирма Intel выпустила микропроцессор i8080, ставший первым по-настоящему популярным.

### Конструкторы и самодельные компьютеры
Создание персональных компьютеров стало возможным в 1970-х годах, когда любители стали собирать свои собственные компьютеры, — иногда лишь для того, чтобы в принципе иметь возможность похвастаться таким необычным в то время техницизмом. Ранние персональные компьютеры почти не имели практического применения и распространялись очень медленно.
Родившись в качестве жаргонизма и синонима термина «микрокомпьютер», термин «персональный компьютер» постепенно менял свою лексику. В настоящее время термин «микрокомпьютер» также означает совсем не то, что означал во времена ранних ПК. Так, первое поколение персональных компьютеров можно было приобрести только в виде комплекта деталей — машинокомплекта, — а иногда даже просто обыкновенной инструкции для сборки. Сама сборка, программирование и наладка системы требовали определённых специальных знаний и опыта, — в частности навыка работы с машинными кодами или языком ассемблера. Чуть позднее, когда подобные устройства стали привычны и начали продаваться готовыми, вместе с некоторым набором адаптированных программ, в обиход вошел термин «домашний компьютер».
В 1975 году появился компьютер Альтаир 8800, — родоначальник линейки персональных компьютеров, основанных на шине S-100. Эти компьютеры, производимые разными фирмами и как готовые системы, и как наборы для сборки, основывались в основном на процессорах линейки i8080 (i8085, z80), хотя благодаря особенностям архитектуры в такой компьютер можно было вставить карту с практически любым 8- и 16-битным процессором тех лет. Многие из них работали с операционной системой CP/M. Поздние машины этой линейки, такие, например, как Z-100, использовали i8086 и были ограниченно совместимы с IBM PC, иногда даже превосходя IBM PC в производительности и возможностях. К 1985 году архитектура S-100 почти полностью вышла из употребления.

### Первые фирменные домашние ПК
C 1973 года как исследовательские прототипы были выпущены несколько тысяч Xerox Alto. Xerox Alto — первый персональный компьютер с графическим интерфейсом пользователи (GUI) и метафорой рабочего стола.
В 1976 году появился компьютер Apple I.
В 1977 году появились первые массовые персональные компьютеры: Apple II корпорации Apple Computer, TRS-80 компании Tandy и Commodore PET компании Commodore, что явилось предвестником бума всеобщей компьютеризации населения.
В мае 1981 года в НИИ ТТ на основе К1801ВЕ1 разработана ЭВМ индивидуального пользования «Электроника НЦ-8010». Это был первый в СССР прототип персонального компьютера, причём построенный полностью на отечественных микросхемах с отечественной архитектурой, программно совместимый с отечественным семейством микро-ЭВМ «Электроника НЦ».
В августе 1981 года IBM выпустила компьютерную систему IBM PC (фирменный номер модели IBM 5150). Полугодичный план его продаж был выполнен за месяц. Популярность IBM PC была обусловлена его открытой архитектурой, что позволяло сторонним фирмам осуществлять его ремонт, обслуживание, а также производство периферийных устройств. К 1988 году было произведено 25 миллионов IBM-совместимых ПК, но из них лишь немногим более 15 миллионов — самой IBM.
В 1983 году Apple выпустила Apple Lisa, — первый персональный компьютер, использующий мышь и имевший интуитивный пользовательский графический интерфейс (GUI).
В январе 1983 года журнал Time назвал персональный компьютер «Машиной года». По прогнозам журнала, к концу XX века во всём мире должно было быть 80 миллионов ПК. Но, как оказалось, авторы прогноза ошиблись почти вдвое, — к 2000 году в мире в эксплуатации было 140 миллионов персональных компьютеров.

### Macintosh
В январе 1983 года был представлен публике первый (в свободной продаже) персональный компьютер с графическим пользовательским интерфейсом (GUI), — Apple Lisa. Однако из-за высокой цены и некоторых иных особенностей успех машины был ограничен. Год спустя, в январе 1984 года начались продажи Apple Macintosh, ставшего первым по-настоящему массовым ПК с GUI. IBM PC доминировали в сфере конторских компьютеров, здесь их продажи были несравнимо большие вплоть до 1995 года.

### Windows и конфликт с Apple
Графический интерфейс Windows был разработан, как и Mac OS, под сильным влиянием разработок GUI в PARC, но позже, — из-за чего с 1994 года Microsoft получили несколько судебных исков от Apple Computer Inc. Дополнительным мотивом стали «феноменально успешный Start» Windows 95 и финансовые провалы Apple середины 90-х.
В 1997 году конфликт был урегулирован внесудебно, — Билл Гейтс инвестировал в Apple, а Apple отозвали исковые обвинения в адрес Microsoft. Появление Microsoft Windows 95 добавило PC-совместимым компьютерам интерфейсных возможностей, которые ранее существовали на Macintosh и UNIX-ПК с X Window, сохраняя собственные достоинства командной строки и многозадачности. Доступность командной строки полностью сохранялась и на UNIX-ПК с X Window, тогда как многие операции системного администрирования в Microsoft Windows 95 были выполнимы только через графический интерфейс. Ныне возможности мультимедиа доступны в каждом доме и на любой программно-аппаратной платформе.

### Linux
GNU/Linux появилась с объединением ПО проекта GNU и других проектов с появившимся в 1991 году ядром Linux, и в первую очередь как альтернатива BSD UNIX и ряду проприетарных UNIX-систем. Однако GNU изначально разрабатывалась в том числе и для использования на персональных компьютерах. В результате, например, многие университетские учреждения, использовавшие BSD UNIX на ПК, стали переходить на GNU/Linux. Сказалось то, что сохраняя достоинства BSD UNIX (в частности открытость исходных кодов), Linux лучше работала на ПК и, как и любая UNIX-подобная ОС, поддерживала GUI — в то время X Window.
Отсутствие в то время адекватной поддержки аппаратуры, мультимедиа, высокие требования к квалификации пользователя, малое количество и сравнительная примитивность игр мешали Linux распространиться в среде обычных домашних ПК, где безраздельно господствовали Mac и Windows.
Однако уже во второй половине 1990-х годов ситуация меняется — во всё большем количестве появляются всё более удачные и функциональные открытые игры (как портированные из других ОС, так и написанные изначально для Linux), мультимедиа-программы, офисные пакеты, аудио- и видеоредакторы и аудио- и видеоплееры, средства обработки изображений, 2D- и 3D-графические редакторы, утилиты и пр. В Linux решены (за редкими исключениями) проблемы поддержки компьютерной аппаратуры и периферии для домашних ПК. В настоящее время Linux является рекордсменом среди ПК-ориентированных ОС по количеству созданных для неё разнообразных программ.
Ныне Linux эффективно поддерживает также профессиональную компьютерную аппаратуру, в том числе профессиональные видеоадаптеры и другое профессиональное мультимедиа-оборудование.
Подавляющее большинство созданных для Linux программ бесплатны и открыты. Исключениями являются лишь Linux-версии ряда проприетарных профессиональных программ (Maya, CATIA, NX, Autodesk 3ds Max (начиная с выпуска 2013) и некоторые др.) и проприетарных игр (например Doom III или Cities: Skylines).
Благодаря возможности запускать Linux-дистрибутив с LiveCD, не устанавливая его на жёсткий диск ПК и не удаляя уже имеющуюся на нём ОС (например, другой Linux-дистрибутив или Windows/Mac OS), стало возможным опробовать LiveCD-Linux-дистрибутив прежде, чем решиться установить его. Многие LiveCD-сборки Linux поддерживают широкий спектр компьютерной аппаратуры и содержат богатый набор прикладных программ. К примеру, можно смотреть видео, слушать музыку, работать в Internet, обрабатывать любые офисные документы (тексты, презентации, таблицы и др.) и даже играть в игры, запустив Linux c LiveCD.

### Один компьютер — один хозяин
Как правило, единичный персональный компьютер в течение единичного сеанса работы используется только одним пользователем. То есть, например, несколько пользователей (например, в семье) могут пользоваться одним ПК только по очереди, — то есть в режиме разделения компьютерного времени. В соответствии со своим назначением, ПК обеспечивает работу наиболее часто используемого прикладного ПО, и в частности: текстовых процессоров, веб-браузеров, почтовых программ, мессенджеров, мультимедиа-программ, компьютерных игр, графических программ, сред разработки программного обеспечения и т. п. Для упрощения взаимодействия с людьми подобные программы оснащаются удобным графическим интерфейсом.

### Продажи во всём мире
По данным аналитической компании IDC, в 2005 году мировые поставки персональных компьютеров составили 202,7 млн штук (рост на 15,8 % по сравнению с 2004 годом).

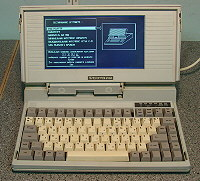
Электроника МС 1504

В 2007 году, по данным IDC, продажи персональных компьютеров в мире составили 269 млн штук (рост по сравнению с предыдущим годом на 14,3 %). Лидером по продажам ПК стала компания Hewlett-Packard (около 18,2 % всех поставок).
В 2008 году продажи персональных компьютеров в мире составили 291 млн штук.
В 2009 году мировые поставки персональных компьютеров составили 308,3 млн штук.
По данным Gartner, во втором квартале 2013 года продано 76 млн ПК, на 10,9 % меньше, чем во втором квартале 2012 года. Уменьшение объёма продаж ПК в мире продолжается уже несколько кварталов и является наиболее долгим в истории, это связывают с растущей популярностью недорогих планшетных компьютеров.
По данным аналитической компании IDC на январь 2016, продажи домашних PC в 2015-м упали до рекордно низкой отметки с 2007 года. В 2015-м в магазины по всему миру было отгружено 276 миллионов PC, что на 10,4 процента меньше по сравнению с 2014 годом.

### Советские и российские ПЭВМ
В СССР персональные электронно-вычислительные машины (ПЭВМ) начали разрабатывать в 70-х годах. В этой сфере были серьёзные достижения: например, первый в мире 16-разрядный бытовой компьютер «Электроника НЦ-8010» разработан в зеленоградском НИИ Точной технологии (НИИТТ, ныне АО «Ангстрем»), гл. конструктор В. Л. Дшхунян. Этот компьютер был создан на основе оригинальной 16-разрядной однокристальной микро-ЭВМ «Электроника НЦ-80Т» (БИС К1801ВЕ1) с оригинальной архитектурой и системой команд «Электроника НЦ», с тактовой частотой 8 МГц. После нескольких модификаций бытовой компьютер, но уже с PDP-11-совместимой архитектурой в 1983 году разработан под названием «Электроника БК-0010», освоен в производстве заводом «Экситон» (г. Павловский Посад Московской обл.) Гл. конструктор от НИИТТ — А. Н. Полосин, гл. конструктор от завода «Экситон» — С. М. Косенков. Это был первый в мире промышленный 16-разрядный бытовой компьютер. Многие зарубежные домашние компьютеры тех лет выпускались на основе 8-разрядных микропроцессоров типов Zilog Z80 и MOS Technology 6502 и их аналогов с тактовой частотой 1-4 МГц.
В 80-е годы были созданы и запущены в производство такие персональные компьютеры, как: «АГАТ», БК-0010, «Корвет», «Электроника МС 0511» (УКНЦ), «Электроника МС0585», «Вектор-06Ц», ПК8000, «Львов ПК-01» и многие другие. В начале 90-х годов развернулось массовое производство десятков отечественных моделей, совместимых с ZX Spectrum, которые в первой половине 90-х стали основным стандартом домашних ПК в России и других бывших республиках СССР. С середины-конца 80-х выпускались также компьютеры ЕС ПЭВМ, «Поиск», «Ассистент» и другие, совместимые с IBM PC. Кроме цифровых персональных компьютеров выпускались также аналоговые персональные компьютеры для специальных применений.
В Российской Федерации производится преимущественно сборка персональных компьютеров из импортных компонентов: производители — RoverComputers, ранее Квант, КМ, и другие. Процессоры и другие электронные компоненты производятся для военных и других особых государственных нужд, хотя и в этом случае значительную долю составляет импорт. Персональные компьютеры и смартфоны, продаваемые под собственными марками известных российских торговых сетей, изготавливаются за рубежом, включая сборку.

## Стационарные ПК
Первые персональные компьютеры (как и любые первые компьютеры вообще) были стационарными. Они состояли из отдельных конструктивно завершённых частей-модулей, как, например, системного блока, монитора и клавиатуры, соединённых интерфейсными кабелями с системным блоком. Это пример раздельной схемы построения ПК. Затем также широкое распространение получили стационарные ПК-моноблоки, в которых системный блок, монитор и, нередко, другие устройства (звуковая подсистема, веб-камера, микрофон) были конструктивно объединены в одно устройство, к которому подключаются мышь, клавиатуры и иная периферия.

### Раздельная схема
Раздельная схема — в противоположность моноблочной — предполагает, что ПК состоит из системного блока и разнообразных внешних, то есть конструктивно самостоятельных, устройств, подключаемых к системному блоку извне через стандартные интерфейсы (например: USB, D-Sub, DVI, FireWire, HDMI, Thunderbolt, Bluetooth). Это могут быть:
- мониторы, проектор,
- клавиатура, трекбол, манипулятор «мышь»,
- микрофоны, акустические системы, веб-камеры,
- принтеры, документ-камера, сканеры изображений, сканеры штрих-кодов, МФУ,
- различные внешние модемы,
- игровые устройства (геймпады, джойстики, компьютерные рули, устройства, имитирующие бортовое оборудование самолётов (для авиасимуляторов), и даже пульты для симуляторов железнодорожного тягового подвижного состава).

Исторически такая схема ПК была самой первой. Она же остаётся самой распространённой схемой стационарных ПК. Например, большинство профессиональных рабочих станций строятся по такой схеме.
Главное достоинство раздельной схемы — сравнительно лёгкая масштабируемость. То есть в любой момент можно без особых затруднений заменить любой из компонентов ПК (например, монитор). Но обратная сторона медали — наименьшая транспортабельность и сравнительная громоздкость такого ПК. Естественно раздельная схема применяется тогда, когда главное требование к ПК — производительность и лёгкость и простота масштабирования.
Функциональным ядром в раздельной схеме стационарного ПК является системный блок.
Ранее наиболее распространены два вида конструктивной компоновки системного блока:
- desktop — горизонтальная конструктивная компоновка системного блока, с возможностью размещения монитора на таком системном блоке;
- tower — «башенный» системный блок в вертикальной конструктивной компоновке.

Но также были популярными и ПК на базе стоечных («рековых», от англ. rack) системных блоков, — такой системный блок может быть вмонтирован в специальную стойку, устроенную в компьютерном столе.

### Десктоп
Десктоп («настольный компьютер» в буквальном смысле слова) — стационарный компьютер, имеющий такой форм-фактор, что его удобнее располагать на столе (отсюда и применение термина «десктоп», от англ. desktop — «рабочая поверхность (письменного стола)») дома или в офисе. Раньше системные блоки такого типа обычно были широкими и места на них было достаточно для размещения на нём ЭЛТ-монитора.
Десктопы в основном выпускались крупными brand-name-компаниями. Многими фирмами выпускаются тонкие десктопы — слим-десктопы (slim-desktop). Тонкий десктоп эргономичнее, чем классический «толстый» десктоп, так как почти не влияет на высоту установки размещаемого на нём монитора. К тому же современные ЖК-мониторы сравнительно легки и значительно снижают требования к весу, выдерживаемому десктопами.

### Tower
«Башенный» системный блок — системный блок типа Tower («башня») — высокий, но вместе с тем занимает на столе мало места и стоит слева или справа от монитора. Кроме того, установленный на стол монитор, находится ниже и не заставляет пользователя задирать голову. Разумеется, если стул допускает регулировку по высоте, проблемы нет. Однако так бывает не всегда. (Ныне окончательно проблему удобной регулировки по высоте (вкупе с регулировкой по высоте стула) решают ЖК-мониторы, с регулируемым по высоте креплением на штативе. Причём штатив может быть и встроенным в стол.) Из-за уменьшения размеров и массы комплектующих также стало возможно уменьшение и размеров самих «башенных» системных блоков. В результате сначала появились системные блоки mini-tower. Появившись, mini-tower («минибашня») стали самыми распространёнными настольными системными блоками, так как:
- занимали мало место на столе, — могли устанавливаться сбоку от монитора;
- сравнительно дёшевы в производстве, — «минибашням» (да и «башням» вообще) не требуется усиленная конструкция, способная выдерживать вес монитора (особенно ЭЛТ-монитора).

Со второй половины 1990-х многие детали компьютеров вновь стали увеличиваться в габаритах, и Мini-tower со временем стал для них слишком тесным. В результате ныне самый массовый настольный системный блок — middle-tower. С другой же стороны в большинстве современных компьютерных столов под столешницей оборудовано место для установки системного блока, вследствие чего системный блок не нужно ставить на столешницу стола.
Однако в сегменте сравнительно маломощных ПК (там, где не требуется большая вычислительная мощность) миниатюризация деталей продолжилась и, вкупе с конструктивной перекомпоновкой системного блока, породила slim-tower («тонкая башня»). «Тонкая башня» ныне является наиболее распространённым компактным системным блоком башенного типа. К тому же современные «тонкие башни» и по высоте ниже «минибашен».

### Моноблок
Конструктивная схема стационарного ПК, в которой системный блок, монитор и, в настоящее время, микрофон, громкоговорители, веб-камера конструктивно объединены в одно устройство — моноблок. ПК-моноблок эргономичнее (занимает минимум пространства) и более привлекателен с эстетической точки зрения. Также моноблочный ПК более транспортабелен, чем стационарный ПК, построенный по раздельной схеме. С другой стороны, моноблочный ПК сложнее масштабировать и, в том числе, затруднены самостоятельные техническая модернизация и обслуживание. Например, если у моноблока сломается микрофон, то заменить его на исправный нередко возможно только в сервис-центре.

## Мобильные (носимые) ПК

### Ноутбуки

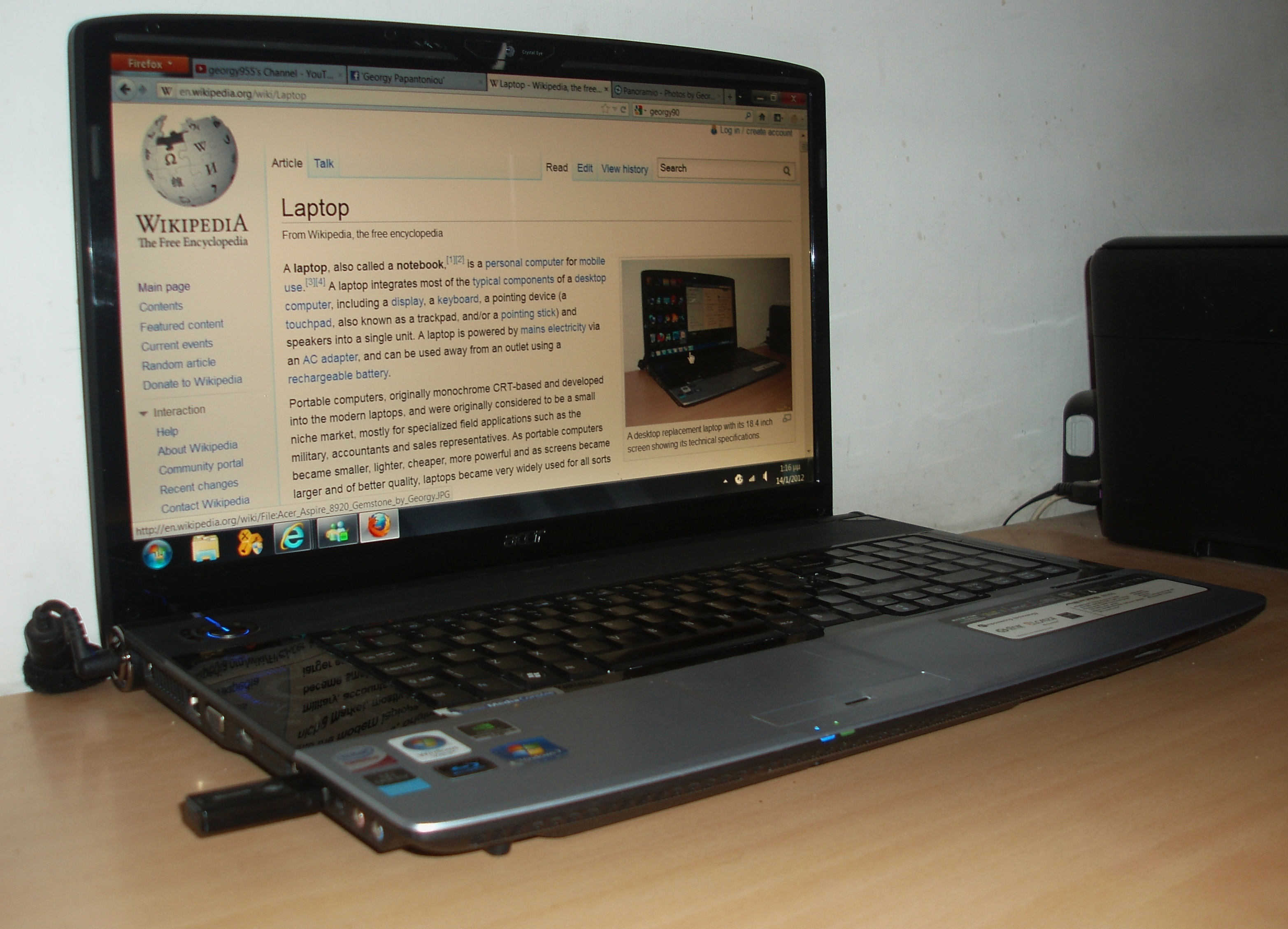
Acer Aspire 8920

Компактные компьютеры, содержащие все необходимые компоненты (в том числе монитор) в одном небольшом корпусе, как правило, складывающемся в виде книжки (отсюда и самое распространённое название данного класса ПК). Приспособлены для работы в дороге, на небольшом свободном пространстве. Для достижения малых размеров в них применяются специальные технологии:
- специально разработанные специализированные микросхемы (ASIC), ОЗУ и жёсткие диски уменьшенных габаритов,
- компактная клавиатура, часто не содержащая цифрового поля,
- внешние блоки питания, минимум интерфейсных гнёзд для подключения внешних устройств.

Как правило, содержат развитые средства подключения к проводным и беспроводным сетям, встроенное мультимедийное оборудование (динамики, часто, также, микрофон и веб-камеру). В последнее время вычислительная мощность и функциональность ноутбуков не сильно уступают стационарным ПК, а иногда и превосходит их. Очень компактные модели не оснащаются встроенным CD/DVD-дисководом. (Но к любому ноутбуку всегда можно подключить внешний оптический дисковод.)
Подключая к ноутбуку внешние клавиатуру, мышь, монитор, громкоговорители, модемы, игровые устройства и иные внешние устройства ноутбук можно превратить в настольный ПК. Это можно делать вставляя ноутбук в специальный док, как это делалось ранее или напрямую (современные ноутбуки, особенно предназначенные для замены стационарных ПК в качестве рабочих станций, дают такую возможность).
Многие современные ноутбуки оснащаются мониторами с сенсорными экранами.

### Планшетные ПК

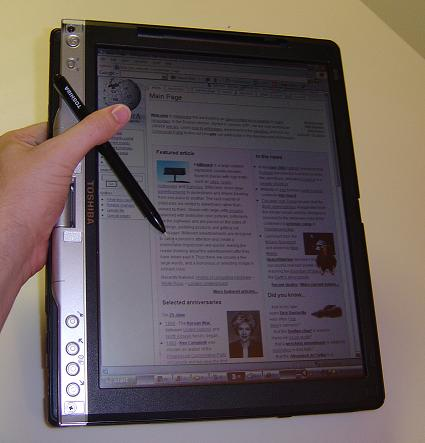
Планшетный ноутбук Toshiba 3500

Аналогичны ноутбукам, но содержат сенсорный, то есть чувствительный к прикосновению, экран и не содержат встроенной механической клавиатуры. Ввод текста и управление осуществляются через экранный интерфейс, часто доработанный специально для удобного управления пальцами. Некоторые модели могут распознавать рукописный текст, написанный на экране.
Чаще всего корпус не раскрывается, как у ноутбуков, а экран расположен на фронтальной стороне корпуса. Бывают и комбинированные модели, у которых корпус может тем или иным образом раскрываться (например, как слайдер), предоставляя доступ к расположенной внутри клавиатуре, или же могут снабжатся отделяемыми клавиатурами.
По вычислительной мощи планшетные ПК уступают стационарным ПК и ноутбукам, так как для длительной работы без внешнего источника питания приходится использовать энергосберегающие комплектующие, жертвуя их быстродействием.

### Карманные ПК (PDA)

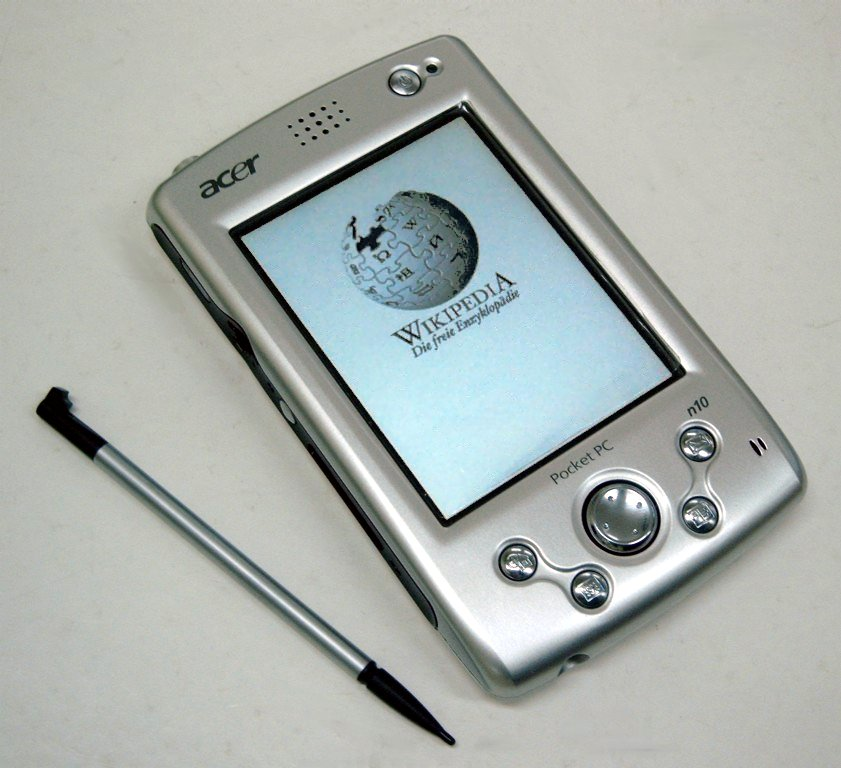
КПК Acer N10

Сверхпортативные ПК, умещающиеся в кармане. Управление ими, как правило, происходит с помощью небольшого по размерам и разрешению экрана, чувствительного к нажатию пальца или специальной палочки-указки — стилуса, — а клавиатура и мышь отсутствуют. Однако некоторые модели[уточнить] содержат миниатюрную фиксированную или выдвигающуюся из корпуса клавиатуру. Были популярны в начале 2000-х годов.
Разрешение экрана стремится быть наиболее высоким, в среднем около 800×480 в современных моделях.
В таких устройствах используются сверхэкономичные процессоры и флеш-накопители небольшого объёма, поэтому их вычислительная мощь несопоставима с другими ПК (особенно стационарными). Тем не менее, они содержат все признаки персонального компьютера: процессор, накопитель, оперативную память, монитор, операционную систему, прикладное ПО и даже игры и ориентированность на индивидуальное использование.
КПК с функциями мобильного телефона носили название «коммуникаторы». Сейчас такие устройства называются смартфонами и, в связи с падением популярности классических КПК (в том числе вследствие проигрыша современным смартфонам в соотношении цена/функциональность), обычно рассматриваются как отдельный нишевой класс устройств. Встроенный коммуникационный модуль позволяет не только совершать звонки, но и подключаться к Интернету в любой точке, где есть сотовая связь совместимого стандарта (GSM/GPRS/3G, CDMA (для современных смартфонов также 4G).

## Нестандартные конструкции ПК

### Barebone (баребон)

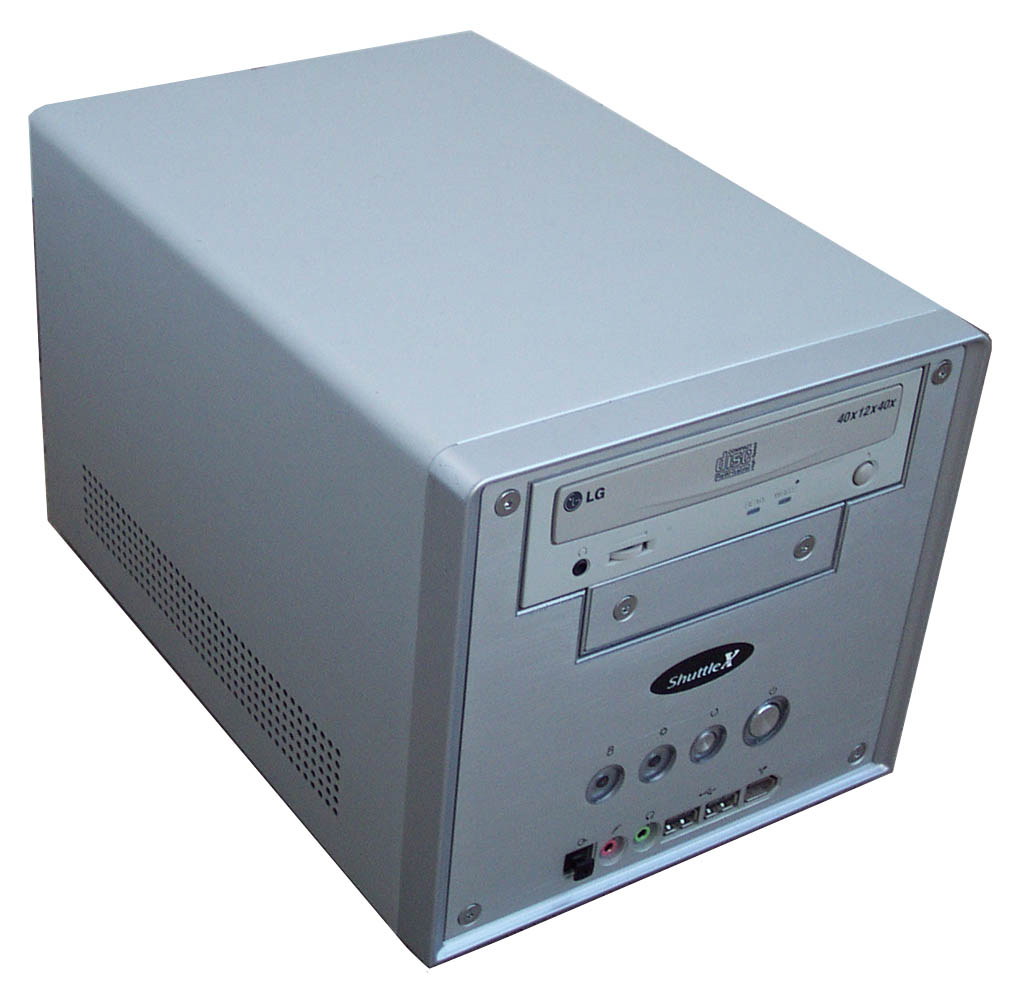
Компьютер формата barebone

Barebone — компьютеры, строящиеся пользователем для выполнения определённых задач (обычно в качестве мультимедийной станции). В продажу поступают в виде так называемых «скелетных» баз («шасси») в составе корпуса, материнской платы и системы охлаждения. Материнская плата, как правило, оснащена встроенными звуковым и видеоконтроллерами. Выбор конфигурации и соответственно комплектующих в виде дисковых накопителей, памяти и периферии, а также других устройств (ТВ-тюнера, дополнительной видеокарты и т. п.) остаются на усмотрение пользователя. Часто стационарные баребоны имеют меньшую высоту корпуса и, как следствие, уменьшенный внутренний объём, а также усовершенствованную систему охлаждения, отличающуюся низкой шумностью.
Баребоны-ноутбуки — баребон-основы для ноутбуков — обладают теми же особенностями, что и стационарные баребоны. Но есть одно «но»: конструкцией корпусов баребоны-ноутбуки не отличаются от базовых готовых ноутбуков. Как следствие, пропадают свойственные стационарным баребонам ограничения, — с поправкой на комплектующие для ноутбуков, естественно.

### Защищённые ПК
Ряд компаний производит компьютеры, обладающие устойчивостью к агрессивным факторам среды эксплуатации: сильной вибрации, ударам, высоким запылённости и влажности, вандализму — условиям, в которых обычные ПК быстро бы вышли из строя. Как правило, такие ПК выпускаются в формате ноутбуков и моноблоков, более тяжёлых и больших по размерам, чем обычные. Их стоимость также значительно выше. Одна из сфер применения таких ПК — военное дело (например, эксплуатация в полевых штабах).

### Промышленные ПК
Предназначены для решения задач промышленной автоматизации. Отличаются стойкостью к различным вредным внешним воздействиям, увеличенным жизненным циклом изделия, возможностью подключения к промышленным сетям (PROFINET, Profibus).

### Тихий ПК

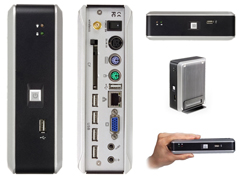
Бесшумный компьютер Zonbu

Для использования в жилых комнатах используются конструкции ПК, производящие минимум шума или работающие совершенно бесшумно. Такие модели можно оставлять включёнными постоянно, что даёт ряд преимуществ: отсутствует период загрузки, компьютер всегда готов к работе и может постоянно отслеживать новую почту или мгновенные сообщения для пользователя. В целом, постоянно включённый ПК может выполнять ряд особенных задач:
- быть мультимедийной станцией (воспроизводить видео-, аудиозаписи, интернет-радио);
- работать как видеомагнитофон: записывать передачи телевидения или радио для последующего просмотра или прослушивания в удобное время;
- служить P2P-клиентом (обмениваться файлами в автоматическом режиме с другими компьютерами);
- служить домашним или даже интернет-сервером;
- следить за температурой или присутствием с помощью соответствующих датчиков или фото-, видеокамеры (веб-камеры).

Чтобы сделать ПК тихим, используется несколько технологий:
- безвентиляторные системы охлаждения:
  - жидкостное (с передачей жидкости на большой пассивно-охлаждаемый радиатор)
  - применение термотруб (передача всей энергии путём термотруб на поверхность корпуса, также состоящего из меди или алюминия)
  - применение очень крупных радиаторов (часто с термотрубами)
  - погружение всей электроники в резервуар с жидкостью-диэлектриком
  - фреоновое (применяется микрохолодильник с соответствующей электроникой и изоляцией. Не всегда «тихий». К примеру Vapo-chill)
  - жидкий азот (только кратковременное, не предназначено для сколь-либо долгой эксплуатации, как правило для «разгона» — хотя бесшумно)
- малошумные вентиляторы с лопастями специальной формы;
- процессоры, не требующие активного охлаждения (ввиду их маломощности, и это не всегда приемлемое решение);
- малошумные жёсткие диски, а также установка их на шумопоглощающие крепления;
- замена жёстких дисков на SSD-накопители или удалённые дисковые массивы;
- установка бесшумного (noiseless) блока питания.

Большинство современных персональных компьютеров способны снижать потребляемую мощность и уровень шума в моменты низкой нагрузки, но для постоянной тихой работы не обойтись без применения специальных технологий, указанных выше.

### Компактные ПК
Некоторые компании предлагают ПК значительно меньших размеров, чем стандартные. Такие модели занимают меньше места в рабочей или домашней обстановке, легче вписываются в интерьер, зачастую красивее и тише обычных ПК. Собрать компактную модель по силам большинству пользователей, если подобрать специальные модели корпуса и материнской платы.

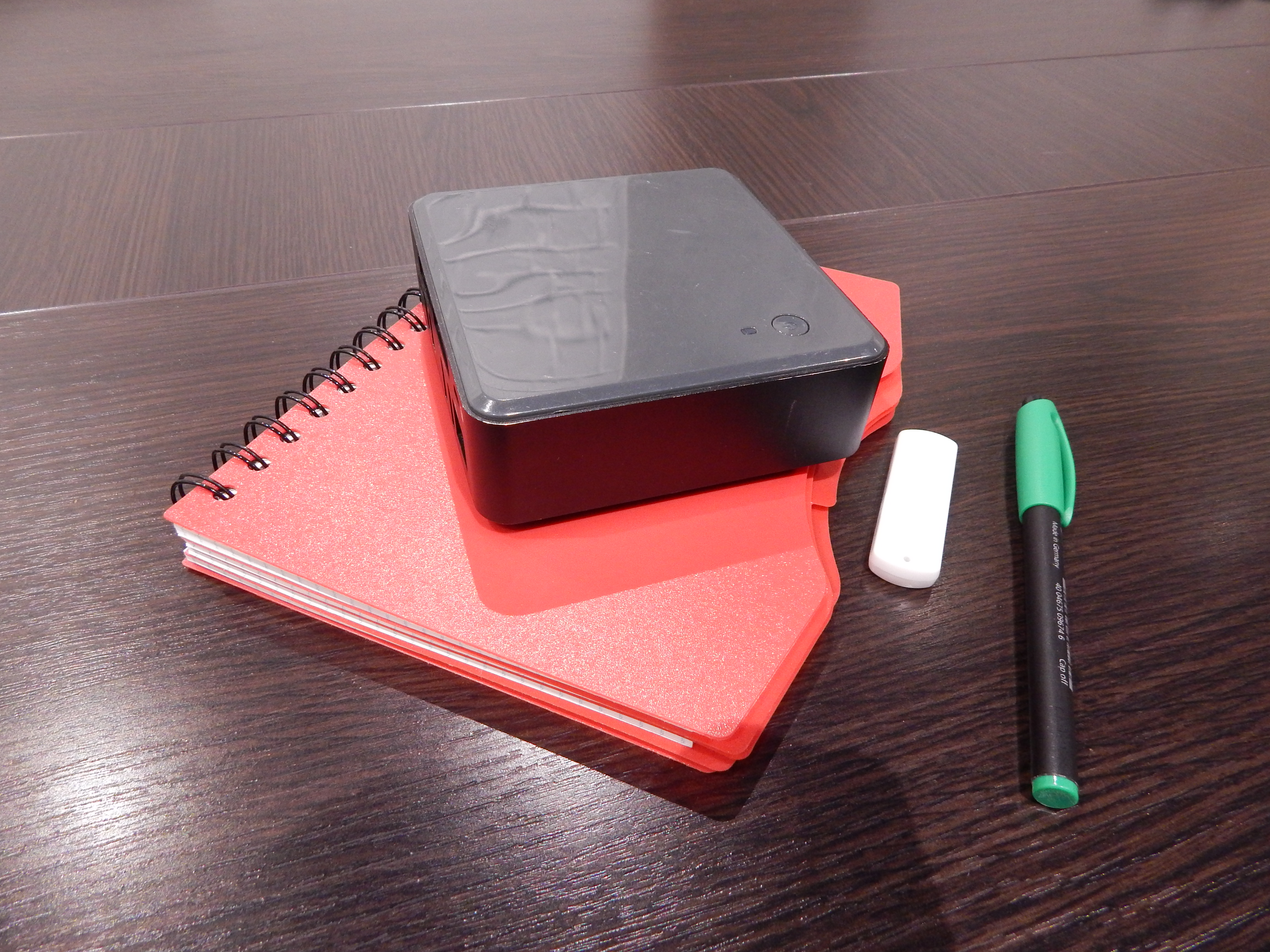
Неттоп Intel NUC

Одними из первых компактных компьютеров были модели Macintosh в 1984 году, которые представляли собой моноблок: системные компоненты в одном корпусе с монитором. Значительно позже идея была продолжена в моделях eMac и iMac и далее в Mac Mini.
Параллельно технологии миниатюризации отрабатывались на тонких клиентах, которые обычно невелики по размерам и весу, но полноценными ПК являлются. (Тонкий клиент — это на самом деле «умный» терминал, позволяющий, например, превратить достаточно мощный ПК в многопользовательский компьютер. Но чаще всего тонкие клиенты используются с сервером.)
С развитием GNU/Linux и другого ПО с открытым кодом некоторые фирмы стали предлагать компактные ПК (Linutop) или комплексы на их основе (Zonbu).
Существует несколько конкурирующих между собой проектов компактных и дешёвых в производстве персональных компьютеров, некоторые из которых предназначены для развивающихся стран: OLPC, VIA pc-1 Initiative, Classmate PC, Asus Eee PC и др. Однако удешевление и миниатюризация достигнуты ценой заметного отставания по вычислительной мощности от полноразмерных ПК.

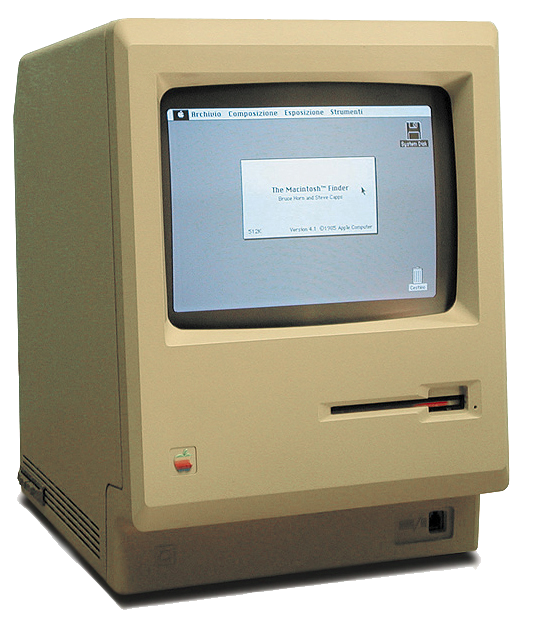
Macintosh 128k (первая модель 1984 года)
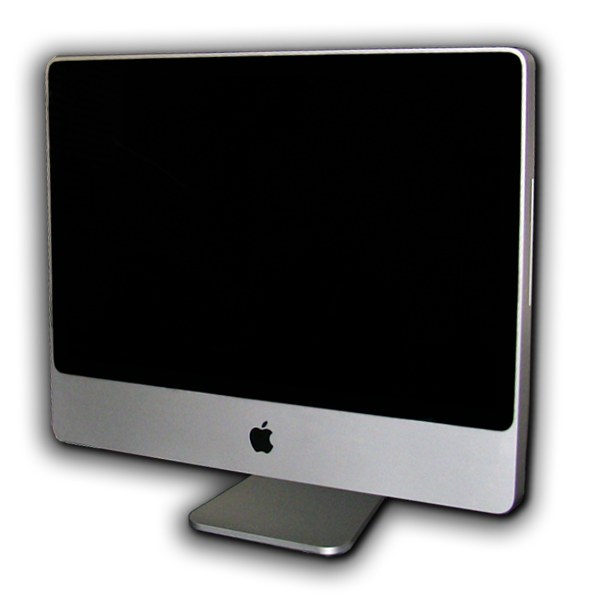
iMac Intel Core 2 Duo
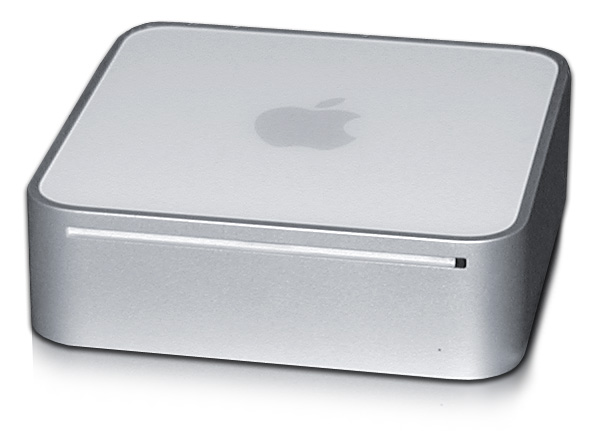
Mac mini
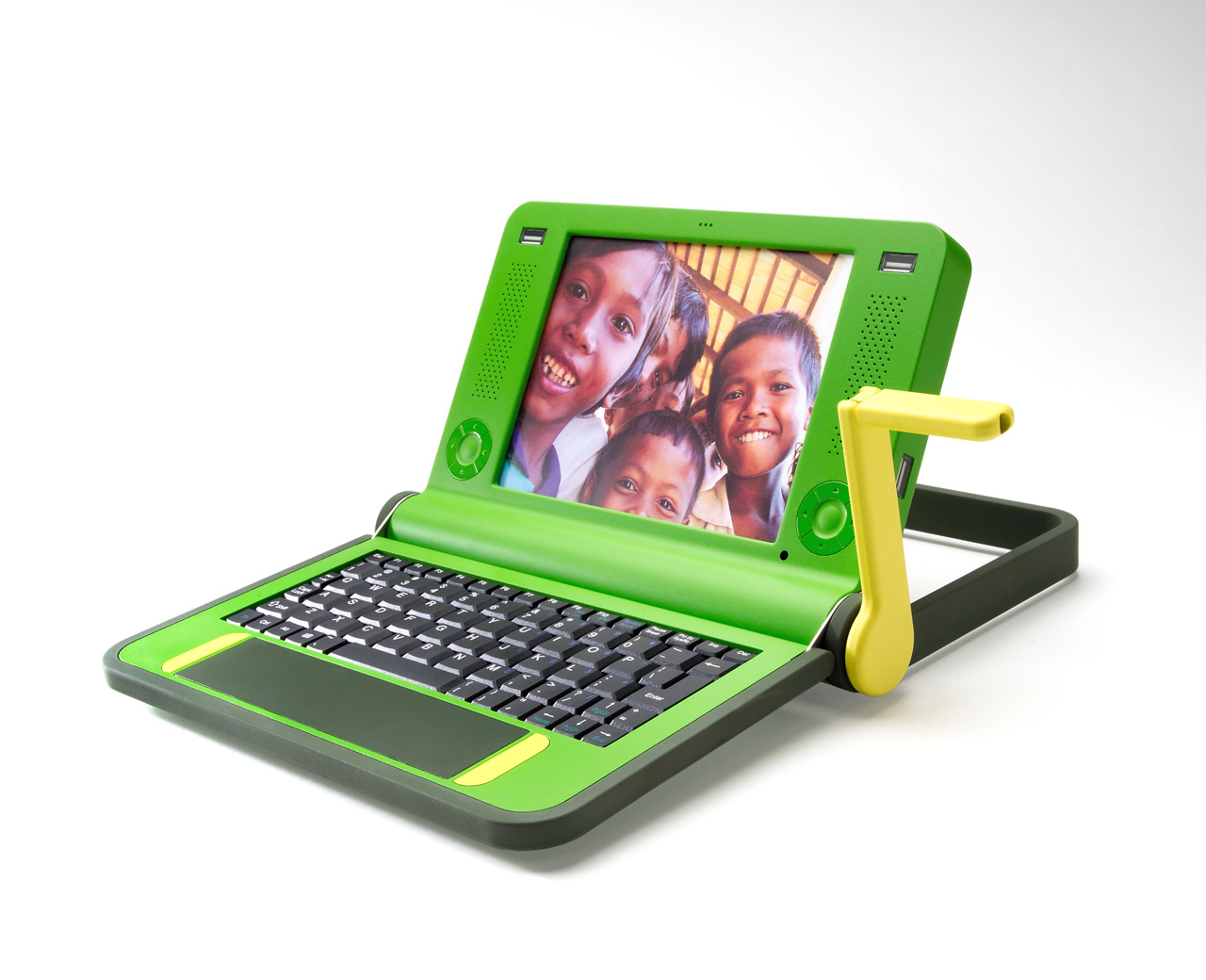
OLPC

Технологии, уменьшающие габариты ПК:
- материнская плата уменьшенного формата (mini-ITX и др.);
- малогабаритный корпус;
- встроенные CD/DVD-дисководы со щелевой загрузкой или отсутствие таких дисководов;
- меньшее количество отсеков для жёстких дисков и DVD/CD-дисководов, зачастую всего один;
- меньше гнёзд USB, аудио и т. д.;
- внешние блоки питания и устройства (например, CD/DVD-дисководы) вместо встроенных.

### Микро- (сверхкомпактные) ПК

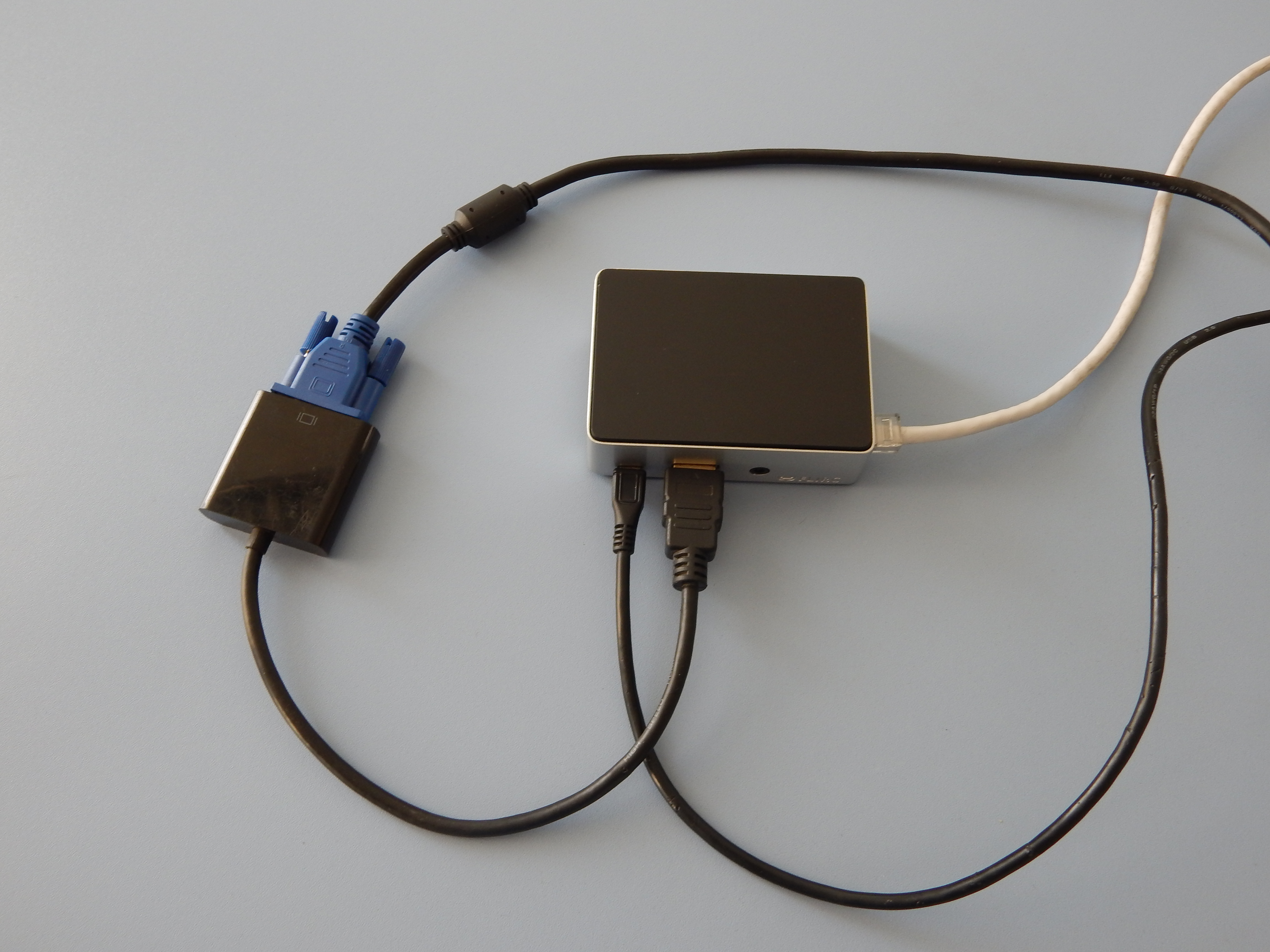
Raspberry PI

В настоящее время уже «компьютеры-коробочки» (например Raspberry (микрокомпьютер)) и компьютеры-флешки.

### Хакинтош
Хакинтош (англ. hackintosh, от слов хакер или хак и макинтош) — ПК, собранный любителем и способный работать под управлением Mac OS X, во взломанном для запуска на «неяблочном» компьютере варианте называемой OSx86, то есть более дешёвый аналог компьютера от Apple. Так как современные макинтоши рассчитаны на процессоры Intel и другие стандартные компоненты, возникает принципиальная возможность запускать Mac OS X на любых ПК на базе этих процессоров. В реальности поддерживается только узкий набор аппаратных конфигураций, которые встречается в Макинтошах, поэтому «хакинтош» должен повторять одну из этих конфигураций. С другой стороны Mac OS X создана для Макинтоша и только, и корректно и максимально производительно будет работать только на Макинтоше. Кроме того, в легально поставляемой Mac OS X присутствуют ограничения, не позволяющие ей работать на чужом «железе», так что в «хакинтоше» применяют старую служебную версию без этих ограничений, либо взломанную более свежую версию, либо специальные программные средства, имитирующие сигнатуры макинтоша, проверяемые системой. Установка системы Mac OS X на компьютеры, не произведённые Apple, является также нарушением лицензии на эту ОС.

### Персональный сервер
Любой сервер, используемый неким человеком в качестве личного сервера или в качестве ПК и по этим признакам также может считаться подклассом ПК. Но конструктивно такой сервер, как любой сервер, может быть каким угодно. В частности, такой сервер может быть и стоечным.

### Персональная рабочая станция
Конструктивно любой компьютер, используемый в качестве персональной — однопользовательской — рабочей станции и который, зачастую, ПК можно признать лишь по этому признаку. То есть конструктивно это может быть даже суперкомпьютер, но он может считаться ПК, если используется в качестве персональной рабочей станции.